# سن گویم
سن گویم (به اسپانیایی: San Guim de Freixanet) یک منطقهٔ مسکونی در اسپانیا است که در سگرا واقع شده‌است. سن گویم ۲۵٫۱ کیلومتر مربع مساحت دارد ۷۳۸ متر بالاتر از سطح دریا واقع شده‌است.